# بایندرخان
بایندر خان از امیران تالش در دوران صفویان بود. او پس از شکست امیره قباد (حاکم آستارا) از شاه طهماسب صفوی در سال ۹۶۹ از جانب صفوی‌ها به حکومت ناحیهٔ تالش تا شوره گل تا چخوره سعد، منصوب شد. زمانی که خان احمد خان (پادشاه کیاییان) علیه شاه عباس کبیر قیام کرد، او به کمک حکومت صفویه شتافت ولی پس از سرکوب خان احمد قزل‌باش‌ها را از گیلان خارج کرد تا به راحتی در آستارا حکومت کند. او هیچگاه به حکومت شاهان صفوی پشت نکرد ولی پسرش حمزه خان تالشی حکومت را از او گرفت و قیام دیگری علیه صفویه آغاز کرد که با شکست مواجه شد.